# 銀砂糖師與黑妖精
《銀砂糖師與黑妖精》是日本作家三川美里撰寫的輕小說系列，由秋擔綱插畫，2010年3月至2024年3月經角川Beans文庫出版，共出版20卷。改編漫畫由2021年11月4日發售的Young Ace12月號起開始連載。改編電視動畫由J.C.STAFF製作，第一部分於2023年1月至3月播放；第二部分於同年7月至9月播放。

## 登場人物
聲優按照廣播劇CD／電視動畫的順序，僅有一項則為電視動畫的聲優。
安·哈魯佛德（聲：大久保瑠美／貫井柚佳）
個性直率、正直、嚴肅、認真、善良，以成為銀砂糖師為目標的少女。身材瘦小，長著一頭小麥穗色的頭髮。由於自小和母親四處旅行及營業維生，知識皆由母親傳授，並沒有像一般平民孩子上過安息日教堂學習，更沒有像貴族、富商子女般有到學校上課的經驗，對某些人們有關妖精和女性根深蒂固的觀念並不理解，也因此常常擁有與眾不同的見解，被銀砂糖妖精和佩基工房稱為「最初的銀砂糖」。
父親因捲入內戰而死，由母親艾瑪撫養長大。艾瑪是由王室認證的專業砂糖菓子職人--銀砂糖師，安在耳濡目染下也此為目標，在母親過世後決定參加王室舉辦的品評會，希望能以銀砂糖師的身分為母親製作升魂日用的砂糖菓子。前往王都時購買了戰士妖精夏爾來保護她，但承諾歸還他的翅膀。討厭把妖精當成奴隸的想法，因為母親艾瑪曾經告訴安關於妖精平等相處的美好理想，砂糖菓子職人特別是銀砂糖師不可以鄙視妖精，並相信妖精和人類有可能成為朋友，而後安開始愛上夏爾。隨著在旅途過程中，她的製糖技能不斷提高，是一位勤奮且有天賦的砂糖菓子職人。經歷重重考驗，終於在再次參加的品評會上獲頒代表優勝的王室勋章，取得銀砂糖師資格。
為了讓夏爾取回翅膀及自由，答應埃里歐特的邀請，加入佩基工房擔任職人監督的工作，並以一年內重振工房為目標。後成功透過新聖祭重振佩基工房派名聲，替夏爾取回翅膀後，決定離開佩基工房，並打算建立自己的工房。後因王室徵召而和代表各派系的年輕銀砂糖師及職人們前往城堡學習銀砂糖妖精的技術。在夏爾冒險亮出妖精王繼承人的身份和國王交涉下，極力游說把銀砂糖妖精的技術公開傳授給妖精和人類職人，並讓銀砂糖妖精們能取回翅膀及自由生活。
成功為妖精爭取到自由的機會後，和中立派職人們回到聖葉城工房作為培訓妖精有關銀砂糖技術的據點。
夏爾·斐恩·夏爾（聲：櫻井孝宏／水中雅章）
從上任妖精王佩劍上的黑曜石中誕生的礦石妖精，全身以黑色系為主，妖精王的繼承人之一。有著黑髮與黑瞳。容貌俊美，說話毒舌。時常稱呼安為“稻草人”。過去他和一個名叫伊麗莎白·羅威爾的少女是猶如兄妹的摯友，直到她被人類殺死。（實際上伊麗莎白即為王室旁系家族派遣看守妖精王佩劍的人，歷代家主的二女兒皆被稱呼「妖精封印」的公主），本為防止妖精王繼承誕生，但因時間久遠被遺忘原因(不過王室仍傳承此禁忌歷史)，所以本為禁止注目的王劍寶石，因伊麗莎白幼年的好奇心注視下，黑曜石誕生出夏爾。兩人相依為命般生活，直至家族發現伊麗莎白違反禁忌，派人襲擊夏爾，伊麗莎白也被火刑處置身亡。
人類過去發動叛亂把妖精當成僕人對待的緣故，現在妖精的立場只能言聽計從為人類做牛做馬，尤其是翅膀是生命之源也是命令控制的方法。另外妖精不會直接透過嘴巴品嚐食物的味道，而是透過手碰觸吸收並轉換能量；與人類不同妖精無法感受出料理的美味，但可以品嚐出砂糖菓子的味道，從而分辨出是否用高級銀砂糖製作出來的；夏爾·斐恩·夏爾和米斯里露·力多·波得都曾說明有關妖精是如何誕生的由來，由生物注視各種物體凝結的能量漸漸變成妖精，而從鋒利的黑曜石中誕生夏爾不會受傷也不會損壞。
七十年前被人類捕獲，因具有高強的戰鬥能力而被當作戰鬥妖精販售。厭惡被人類使喚，總是以惡言將想買他的個人趕走，見到安的時候覺得她是個好對付的人，想要在受僱期間藉機奪回翅膀後便逃走。但安承諾只要他護送自己到舉辦品評會的路伊斯頓，就會將翅膀還給他，所以選擇暫時安分。隨著他在旅途過程中，夏爾開始愛上安，即使早已取回翅膀及自由，仍以朋友的身份陪伴安。對外則宣稱為安的護衛以減少人類對其翅膀的竊探及對其身份的懷疑。後來為了銀砂糖妖精的技術得以開放由妖精及人類共同傳承，主動向國王夫婦坦白自己為妖精王繼承者身份來交涉，取得雙方承諾。
米斯里露·力多·波得（聲：高橋李依）
從水滴中誕生的水妖精。在被妖精獵人虐待時被安所救，拿回了自己的翅膀，為了報恩而跟隨安。成為安旅途中的朋友和旅伴。把翅膀像圍巾一樣圍在脖子上，比較喜歡直呼自己的全名。知道安對夏爾的愛，並完全支持他們的關係。
飛·馬克里（聲：前野智昭）
馬克里工坊派的領袖兼現任銀砂糖子爵，在路途上遇到安·哈魯佛德和喬納斯·岸達。在旅途中與安成為朋友，並對她的技能印象深刻。他以幫助安激發自己創作原創作品。
馬克里工坊派前代領袖的養子，因能力受到賞識，加上前代領袖的兒子品行及能力欠佳，而把他收為養子及繼承人，以延續工房的傳承及名聲。由於銀砂糖子爵的職責只限為國王一人製作砂糖菓子，所以工作之外創作的作品皆只是為了自我鍛鍊或提受他人挑戰。和王妃是自小相識的朋友。
阿魯夫·恆格力／凱特（聲：寺島拓篤）
銀灰頭髮的藍眼青年，優秀的銀砂糖師。
手藝堪比做為銀砂糖子爵的飛，兩人是曾在同一個工房當學徒的熟人，「凱特」這個外號也是飛取的，但他本人不怎麼喜歡。沒有加入任何派閥，獨自承接工作，而且只做給他想要為其製作的人，對經濟不寬裕的客人還會算便宜一些。當他的砂糖菓子訂單在一次搶劫中被毀時，他錯認為安是犯人，並暫時讓她為自己工作，後來誤會解除後，他把一件禦寒大衣送給安作為報酬。
為了在砂糖蘋果嫌收期間，取得大量的銀砂糖分配給自己的工房，曾於拉多庫里夫工房派擔任短期督導職責。
因把「取回夏爾翅膀」一事和飛打賭，欠下他一個人情。後來安以挑戰飛成功一事，換取這個人情要求的權利，因此得幫忙佩基工房渡過銀砂糖結冰的危機，並完成新聖祭教堂裝飾。
儘管因個性關係而沒有被飛安排去城堡學習銀砂糖妖精的技術，但事後仍以中立派職人們回到聖葉城工房作為訓練妖精技能的據點，並到妖精奴隸市場發掘有才能的妖精。
喬納斯·岸達（聲：川島零士）
容貌俊秀的金髮青年，經營砂糖菓子店的岸達家獨子。在安與母親待在村子的其間熱烈的招待她們。
安的前朋友變成對手，與對方求婚被拒。看起來善良而樂於助人，直到後來他放下偽裝，露出自私的真面目。作為工房長外甥的他有望成為拉多庫里夫工房派的首領，但前提是要成為銀砂糖師。然而他連續兩年在品評會上失利，讓他信心大失。為此將目光安與她的母親艾瑪的技術，在招待她們的期間偷偷查看她們的設計圖，但即便如此他依舊對自己的作品和技術沒有自信，所以希望攏絡安，用她的作品來成為銀砂糖師。在求婚失敗後，改成計畫偷走安的砂糖菓子，作為自己的作品去參加品評會。然而他的計劃失敗，因缺乏技巧和獨創性，無法複製作品時證明了這一點。後來為了自尊，一直對同派糸弟子宣稱為安單方面誣陷他痛失王室勋章。
費拉庫斯公爵事件後，對安的態度有巨大的改變，不再敵視她，但自己也因婁次失敗而盡失顏面，在拉多庫里夫工房裏被颯彌欺壓。在颯彌企圖要傷害安時極力反對，甚至去通報夏爾去阻止，後反遭颯彌誣告而被趕出拉多庫里夫工房。雖然後來因颯彌偷竊安的銀砂糖一事在國王面前被當眾揭發，連帶自己也被平反，但自己也對製作砂糖菓子失去信心，終日在紅燈區流浪。
後來被安尋求幫忙佩基工房渡過銀砂糖結冰的危機，完成新聖祭教堂裝飾，也藉此重新振作。新聖祭後返回拉多庫里夫工房工作。
吉斯·帕威爾（聲：石田彰／上村祐翔）
前銀砂糖師子爵之子。他立志成為一名獨當一面的銀砂糖師，並因其工作而備受尊重。小時候曾見過艾瑪，對作為女性職人的艾瑪和安心感佩服。是一個真誠的年輕人，願意幫助安。為了遠離父親名聲的影響，選擇加入拉多庫里夫工房派，而不是父親工作的佩基工房。後來在安和夏爾被妖精葛拉迪斯綁架期間，決定幫助佩基工房完成新聖祭教堂裝飾的工作，希望安歸來後能見到她的努力沒有白費。
在新聖祭後，因理解拉多庫里夫工房派只是利用他為「前銀砂糖師子爵之子」的身份來提升名聲，遠遠沒有佩基工房派以個人實力來認可自身更好，故決定離開派系，打算以自由職人的身份和安一起建立獨立的新工房。後來向飛極力爭取到王室徵召的名額，和代表各派系的年輕銀砂糖師及職人們前往城堡學習銀砂糖妖精的技術。學成歸來後，和中立派職人們回到聖葉城工房作為訓練妖精技能的據點。
埃里歐特·可林茲／埃里歐特·佩基（聲：鳥海浩輔／興津和幸）
輕浮隨和，與布莉潔·佩基訂婚，為佩基工房的繼承人，但兩人全無感情，只是為了葛連的恩情而答應。本身也是和凱特相識的銀砂糖師，為了在砂糖蘋果嫌收期間，取得大量的銀砂糖分配給佩基工房，曾於拉多庫里夫工房派擔任短期督導職責。在葛連了解兩人的心聲後，解除他們的婚約及收養他為工房繼承人，日後也改姓氏為佩基。
後來因王室徵召而和代表各派系的年輕銀砂糖師及職人們前往城堡學習銀砂糖妖精的技術。學成歸來後，把技術教授給佩基工房職人們和原來在佩基家廚房工作的妖精們，更把聖葉城作為工房買下，借給以安、吉斯和凱特3位中立派職人培訓妖精們的銀砂糖技術。
布莉潔·佩基（聲：真野步）
佩基工房的千金兼獨生女，埃里歐特·可林茲的訂婚對象，但對他沒有興趣。在遇見夏爾後立即墜入愛河，並決心將他據為己有。以交代安的銀砂糖下落，向夏爾交換其翅膀及自由，後來翅膀被歐蘭德偷走及交到其父親葛連手上，被父親下令讓夏爾遠離已訂婚的自己。
過去曾希望成為砂糖菓子職人及繼承佩基工房，但因個性不適合當領導者，更因同行十分歧視女性職人的原因遭父親葛連拒絕。經歷被妖精葛拉迪斯襲擊工房後，自覺自己為眾人帶來許多麻煩，但被安稱自己有對砂糖菓子帶有尊重之心，最終向父親表達自己的意願，讓他解除婚約和收養埃里歐特繼承工房。
葛連·佩基（聲：山本兼平）
佩基工房的工房長，布莉潔的父親，患有心臟病。善待工房的砂糖菓子職人們，不會因他們的出身而有所偏見，但也因過份固守原則以致工房業績日漸下跌，甚至已經到達以借貸來維持經營的地步。
疼愛女兒布莉潔卻又不懂表達關心，為了她的未來，讓徒弟埃里歐特成為工房繼承人兼未婚夫。後來和布莉潔互訴心聲後，決定解除兩人的婚約，並收養埃里歐特以繼承工房。
凱希（聲：山根綺）
喬納斯的勞動妖精，同時也暗戀著他。
班傑明（聲：鈴木實里）
凱特使役的勞動妖精，比夏爾更年長。很容易疲倦且睡著，但總是很高興地服從凱特的命令並完成工作。其實早已取回翅膀，但因凱特是一個會善待妖精、有趣的人類，所以心甘情願地選擇留在凱特身邊。
歐蘭德·藍斯頓（聲：岡本信彥）
佩基工房的砂糖菓子職人，不太友善，但擅長武力。身為砂糖菓子職人的父親去世後，他很感激養育他的佩基工房負責人葛連。布莉潔是兒時的朋友，知道她藏東西的地方，因看不過她心理扭曲般命令夏爾的行為，而把翅膀偷走，放到葛連身邊。後來因葛拉迪斯襲擊而令左眼受傷，很可能左眼永久失明。
王（聲：沖野晃司）
佩基工房的砂糖菓子職人，本名不詳，對異性有社交障礙。製作砂糖菓子時，善於使用鮮豔、大膽的色彩。
瓦倫泰（聲：田丸篤志）
佩基工房的砂糖菓子職人。曾經在一所教區學校上學，喜歡數學。在製作砂糖菓子時，擅長準確地製作形狀。
納迪爾（聲：千葉翔也）
佩基工房的砂糖菓子職人。在製作砂糖菓子時，精於細緻做工。
葛拉迪斯／拉法爾·斐恩·拉法爾（聲：齊藤壯馬）
妖精，與夏爾一樣，是由同一把劍柄上的寶石(蛋白石)誕生的戰士妖精，是夏爾更早誕生的兄弟石妖精，妖精王的繼承人之一，能變化頭髮和眼睛的顏色。偷襲砂糖菓子職人和銀砂糖師的犯人，後偽裝為玩賞妖精，透過布莉潔埋伏到夏爾身邊。過去也曾被人類奴役，因此在奪回翅膀後決心報復。以奪取妖精的翅膀來逼使他們服從自己，企圖殺死所有人類來建立屬於妖精的國家。
後來因夏爾以銀砂糖來引導人類軍隊到妖精佔據的要塞，取回翅膀後決心與兄弟般的拉法爾對持，拉法爾自知大勢已退，交出鎖上妖精翅膀的箱子鎖匙後，墮下城堡自殺。
後證實他並未死亡，因失去能量過多而陷入長眠，並在昏迷前成功喚醒最後一顆兄弟石(鑽石)妖精誕生。身體及翅膀被販賣妖精的商人抓住，差點賣給王室處刑，被弟弟救走。
諾亞（聲：石見舞菜香）
居住在聖葉城，有著淺紫色頭髮和紫色眼睛的妖精。15年前，一直服侍的契恩巴家族因謀反而遭到滅門，其主人赫柏在離開城堡前把翅膀歸還，並吩咐他若吃完其所贈送附有家族紋章的砂糖菓子糖果，就自行離開尋找食物，不用歸來。被他認為若真的吃了其他人的食物，就不再是家族妖精，而一直留下最後一顆砂糖菓子不吃，寧可忍受飢餓及死亡的可能性，也不願離開城堡，固執己見等待主人歸來。
見到借用城堡的佩基工房職人們時，曾認為他們是小偷而扮成幽靈唬嚇眾人，後被夏爾抓住。從他們口中得知契恩巴家族早已滅亡的消息，自己也曾親眼見證家徵及家族成員畫像被軍隊毀壞的景象，仍不願相信主人已死亡的真相。後來安和飛分別為他製作被視為禁忌的家徵和主人曾經使用過的棋子造型的砂糖菓子，讓他能獲得繼續生存的能量。最終他願意接受事實，於新聖祭後離開聖葉城，並和安約定要她再為自己製作砂糖菓子。
後來返回聖葉城工房向安學習銀砂糖技術。
愛德蒙二世（聲：山下誠一郎）
國王。
瑪格麗特（聲：關根明良）
王妃。和飛是自小相識的朋友，曾在婚前遇到艾瑪和小時候的安母女倆，並得到砂糖菓子作禮物。負責管理銀砂糖妖精的秘密和翅膀，後來隨著夏爾和國王達成協議，把翅膀歸還給妖精。
道寧格（聲：山本格）
伯爵，國王的左右手，擁有強大的權力，與飛有一定交情，也十分欣賞安的能力。在葛拉迪斯襲擊人類事件後，對夏爾擁有號令妖精們的威信心感懷疑，擔心他對王國統治造成威脅。後來更違反王命，派人企圖刺殺身為妖精王繼承人的夏爾及謀取暴利的妖精商人，差點毀了擴展銀砂糖妖精技術傳承一事，被飛和吉斯透過傳信給國王成功阻止，並被國王下令辭職退隱。
露絲兒·艾魯·茗（聲：市之瀨加那）
安凝視從植物的果實中誕生的妖精，壽命十分短暫，對人類一無所知，只是被夏爾勸告遠離人類。後來被拉法爾欺騙而被拔掉一片翅膀。重遇安和夏爾後，暗中幫助夏爾取回被拉法爾搶走的翅膀，間接助他打敗拉法爾及替妖精們重獲自由，在生命的最後時光與妖精同伴去看大海。
馬卡斯·拉多庫里夫（聲：間宮康弘）
拉多庫里夫工房的工房長，喬納斯的舅舅。因安多次令其工房派系顏面盡失，儘管在品評會前夕會公正評價她所做的作品、工作及給予相應的工資，但內心對她充滿敵意。
颯彌·喬治（聲：村田太志）
拉多庫里夫工房長的親傳徒弟，粗魯、傲慢、自私、性別歧視，對自己認為低人一等的人不尊重，但尊重地位較高的人，對安懷有強烈的厭惡和敵意，拒絕承認她是砂糖菓子職人。在安於工房工作期間，偷換她製作的砂糖企圖偽裝成工房出產品，並打算毀傷其手斷送其職業生涯，被夏爾阻止及在品評會上遭到布莉潔揭發，被颜面盡失的師父馬卡斯趕出拉多庫里夫工房。
艾瑪·哈魯福德（聲：久川綾）
安·哈魯佛德的母親，一流的银砂糖师，已故。傳承一把和銀砂糖妖精技術有關特殊的鈎針工具。
威廉·亞路邦（聲：內山昂輝）
費拉庫斯大公爵。擁有與王室齊名的貴族血統，被稱為王國最後的火種。輔助祖王（初代國王）建立國家的亞路邦家族最後一位後裔，一直被懷疑有很可能會像契恩巴家族一樣背叛王室，故必須定期晉見國王以示誠意。在失去心愛的女妖精克莉絲汀娜（雷亞莉絲·席爾·艾莉兒）後，他招募了砂糖菓子職人來製作與她相似的砂糖菓子。當安成功製作出和女妖精克莉絲汀娜相似的砂糖菓子後，亞路邦給她豐厚的酬勞，並稱讚安是優秀的砂糖菓子職人。
由於過度思念克莉絲汀娜而自困於城堡中，違反定期晉見的規定而被革除爵位，但因飛的求情而免於死罪，在道寧格伯爵的監視下軟禁。

## 出版書籍

### 輕小說
| 卷數 | 角川書店 | 角川書店       | 角川書店               | 愛米粒             | 愛米粒        | 愛米粒                |
| 卷數 | 副標題   | 發售日期       | ISBN                   | 書名               | 發售日期      | ISBN                  |
| ---- | -------- | -------------- | ---------------------- | ------------------ | ------------- | --------------------- |
| 1    |          | 2010年4月1日   | ISBN 978-4-04-455007-3 | 銀砂糖師與黑妖精   | 2014年1月28日 | ISBN 978-986-899506-2 |
| 2    |          | 2010年8月1日   | ISBN 978-4-04-455016-5 | 銀砂糖師與青公爵   | 2014年5月12日 | ISBN 978-986-903852-2 |
| 3    |          | 2010年12月1日  | ISBN 978-4-04-455023-3 | 銀砂糖師與白貴公子 | 2014年9月1日  | ISBN 978-986-903857-7 |
| 4    |          | 2011年4月1日   | ISBN 978-4-04-455044-8 | 銀砂糖師與綠工房   | 2014年12月1日 | ISBN 978-986-909461-0 |
| 5    |          | 2011年8月1日   | ISBN 978-4-04-455023-3 | 銀砂糖師與紫色約定 | 2015年2月1日  | ISBN 978-986-909466-5 |
| 6    |          | 2011年10月1日  | ISBN 978-4-04-455056-1 | 銀砂糖師與紅王國   | 2015年4月13日 | ISBN 978-986-915583-0 |
| 7    |          | 2012年1月1日   | ISBN 978-4-04-100091-5 | 停止出版           | 停止出版      | 停止出版              |
| 8    |          | 2012年4月1日   | ISBN 978-4-04-100222-3 | 停止出版           | 停止出版      | 停止出版              |
| 9    |          | 2012年8月1日   | ISBN 978-4-04-100402-9 | 停止出版           | 停止出版      | 停止出版              |
| 10   |          | 2012年10月1日  | ISBN 978-4-04-100502-6 | 停止出版           | 停止出版      | 停止出版              |
| 11   |          | 2013年1月1日   | ISBN 978-4-04-100637-5 | 停止出版           | 停止出版      | 停止出版              |
| 12   |          | 2013年4月1日   | ISBN 978-4-04-100769-3 | 停止出版           | 停止出版      | 停止出版              |
| 13   |          | 2013年9月1日   | ISBN 978-4-04-100975-8 | 停止出版           | 停止出版      | 停止出版              |
| 14   |          | 2014年1月1日   | ISBN 978-4-04-101159-1 | 停止出版           | 停止出版      | 停止出版              |
| 15   |          | 2014年5月1日   | ISBN 978-4-04-101528-5 | 停止出版           | 停止出版      | 停止出版              |
| 16   |          | 2014年9月1日   | ISBN 978-4-04-101527-8 | 停止出版           | 停止出版      | 停止出版              |
| 17   |          | 2015年2月1日   | ISBN 978-4-04-102331-0 | 停止出版           | 停止出版      | 停止出版              |
| 18   |          | 2022年12月28日 | ISBN 978-4-04-113299-9 | 停止出版           | 停止出版      | 停止出版              |
| 19   |          | 2023年8月1日   | ISBN 978-4-04-113850-2 | 停止出版           | 停止出版      | 停止出版              |
| 20   |          | 2024年3月1日   | ISBN 978-4-04-114708-5 | 停止出版           | 停止出版      | 停止出版              |

### 漫畫

#### 2012年版
| 卷數 | 白泉社         | 白泉社                 | 長鴻出版社     | 長鴻出版社            |
| 卷數 | 發售日期       | ISBN                   | 發售日期       | ISBN                  |
| ---- | -------------- | ---------------------- | -------------- | --------------------- |
| 1    | 2013年8月20日  | ISBN 978-4-59-219771-3 | 2015年2月12日  | ISBN 978-957-516642-7 |
| 2    | 2014年10月20日 | ISBN 978-4-59-219781-2 | 2015年12月29日 | ISBN 978-957-516911-4 |

#### 2021年版
| 卷數 | KADOKAWA       | KADOKAWA               |
| 卷數 | 發售日期       | ISBN                   |
| ---- | -------------- | ---------------------- |
| 1    | 2022年6月3日   | ISBN 978-4-04-112484-0 |
| 2    | 2022年12月28日 | ISBN 978-4-04-113054-4 |
| 3    | 2023年8月4日   | ISBN 978-4-04-113516-7 |
| 4    | 2024年3月4日   | ISBN 978-4-04-114341-4 |

## 電視動畫
2021年10月1日，角川Beans文庫適逢20週年，宣佈本作和因為是反派大小姐所以養了魔王正在進行動畫化企劃。
2022年8月，宣佈電視動畫定於2023年首播，動畫製作公司是J.C.STAFF。同年10月宣佈定於2023年1月首播。第1季放送完畢後，宣布第2季動畫將於同年7月7日播放。

### 製作人員
- 原作：三川美里
- 原作插畫：秋
- 導演：鈴木洋平
- 系列構成：水上清資
- 角色設計：飯塚晴子
- 音樂：椿山日南子
- 音樂製作：FlyingDog
- 動畫製作：J.C.STAFF
- 製作：「Sugar Apple Fairy Tale」製作委員會[2]

### 主題曲
第一部分
片頭曲
作詞：岩里祐穗，作曲：金山秀士，編曲：椿山日南子，主唱：鈴木實里
第1話未使用，片頭畫面用作片尾。
片尾曲（第2－3、5－11話）
作詞：岩里祐穗，作曲：南直博，編曲：NAOKI-T，主唱：諸星堇
插曲I Will Go On（第12話）
作詞：岩里祐穗，作曲：佐佐木裕，編曲：白戶佑輔，主唱：諸星菫
第二部分
片頭曲
作詞：岩里祐穗，作曲：前口涉，編曲：h-wonder，主唱：中島憐
片尾曲door
作詞：矢吹香那，作曲、編曲：黑川陽介，主唱：東山奈央

### 各話列表
| 話數 | 日文標題 | 中文標題             | 劇本     | 分鏡               | 演出                              | 作畫監督                                                   | 总作画监督                 | 首播日期      |
| ---- | -------- | -------------------- | -------- | ------------------ | --------------------------------- | ---------------------------------------------------------- | -------------------------- | ------------- |
| 1    |          | 稻草人與妖精         | 水上清資 | 鈴木洋平           | 石田美由紀                        | 前田百合子                                                 | 飯塚晴子 古木舞            | 2023年 1月6日 |
| 2    |          | 血腥街道             | 水上清資 | 鈴木行             | 森田侑希                          | 吉田翔太、段冠嵩 柳瀨讓二、關本美穗                        | 谷川政輝 音地正行          | 1月13日       |
| 3    |          | 砂糖蘋果是背叛之樹   | 和場明子 | 頂真司             | 海寶興藏                          | 森藤希子、二宮奈那子 鷲田敏彌、大西紀子 菊池華子、田守優希 | 古木舞 谷川政輝            | 1月20日       |
| 4    |          | 王家勳章的行蹤       | 水上清資 | 鈴木洋平           | 田中瑛                            | 高橋美香、坂本哲也                                         | 飯塚晴子 谷川政輝          | 1月27日       |
| 5    |          | 安與貓的砂糖菓子店   | 富田賴子 | 大畑清隆           | 石田美由紀 泉靜香                 | 河村明里、下江一正 前田百合子                              | 古木舞 音地正行            | 2月3日        |
| 6    |          | 海邊之城             | 水上清資 | 鈴木洋平           | 石田美由紀 田中瑛                 | 岩崎隼平、高橋晃平 橋本真希、福江光惠                      | 飯塚晴子 千葉充 谷川政輝   | 2月10日       |
| 7    |          | 虛偽的道別           | 富田賴子 | 大畑清隆           | 森田侑希                          | 森藤希子、二宮奈那子 大西紀子、田守優希 千葉充             | 古木舞 音地正行            | 2月17日       |
| 8    |          | 只要目不轉睛地凝視你 | 和場明子 | 鈴木洋平           | 田中瑛                            | 高橋美香、坂本哲也                                         | 坂本哲也                   | 2月24日       |
| 9    |          | 拉多庫里夫工房       | 和場明子 | 铃木健太郎         | 海寶興藏 石田美由纪               | 河村明里、下江一正 前田百合子、田中愛美 二宮那奈子         | 古木舞 音地正行            | 3月3日        |
| 10   |          | 佩基工房的千金       | 富田賴子 | 大畑清隆           | 森田侑希                          | 川島明子、五十嵐俊介 水澤智可                              | 飯塚晴子 千葉充 音地正行   | 3月10日       |
| 11   |          | 該做的事物           | 水上清資 | 鈴木健太郎         | 泉靜香 海寶興藏                   | 大西紀子、森藤希子 鷲田敏彌、大野勉                        | 古木舞 谷川政輝            | 3月17日       |
| 12   |          | 不想分開             | 水上清資 | 鈴木行             | 田中瑛                            | 田中愛美、坂本哲也 高橋美香                                | 坂本哲也                   | 3月24日       |
| 13   |          | 湖水與綠工房         | 和場明子 | 鈴木健太郎         | 石田美由紀 田中瑛                 | 前田百合子、下江一正 田中愛美、河村明里                    | 古木舞                     | 7月7日        |
| 14   |          | 再次挑戰之時         | 富田賴子 | 大畑清隆           | 松井郁洋 三橋和彌                 | 大野勉、Grain EN.studio                                    | 飯塚晴子 音地正行 谷川政輝 | 7月14日       |
| 15   |          | 為他人而做的砂糖菓子 | 和場明子 | 頂真司             | 森田侑希                          | 森藤希子、大西紀子 二宮奈那子                              | 古木舞 千葉充              | 7月21日       |
| 16   |          | 最初的銀砂糖         | 富田賴子 | 鈴木健太郎         | 田中瑛                            | 田中愛美、坂本哲也 高橋美香                                | 坂本哲也                   | 7月28日       |
| 17   |          | 沒有紋章的城堡       | 水上清資 | 鈴木行             | 森田侑希                          | 中彌幸一、川島明子 五十嵐俊介、水澤智可                    | 飯塚晴子 音地正行 谷川政輝 | 8月4日        |
| 18   |          | 我才不怕幽靈呢       | 和場明子 | 鈴木洋平           | 石田美由紀                        | 前田百合子、下江一正 河村明里                              | 古木舞                     | 8月11日       |
| 19   |          | 忙到都想抓貓來幫忙   | 富田賴子 | 鈴木健太郎         | 泉靜香                            | 森藤希子、大野勉 千葉充                                    | 谷川政輝 千葉充            | 8月18日       |
| 20   |          | 紫色約定             | 和场明子 | 田中瑛、石田美由纪 | 田中瑛、石田美由纪                | 田中愛美、河村明里 前田百合子                              | 坂本哲也 古木舞            | 8月25日       |
| 21   |          | 紅色妖精             | 水上清資 | 頂真司             | 田中瑛 石田美由纪                 | 高橋美香、田中愛美 下江一正、河村明里 前田百合子           | 坂本哲也 古木舞            | 9月1日        |
| 22   |          | 妖精與人類           | 富田賴子 | 鈴木健太郎         | 松井郁洋 三橋和彌                 | 大野勉、Grain EN.studio                                    | 飯塚晴子 谷川政輝 音地正行 | 9月8日        |
| 23   |          | 成為妖精王的人       | 和場明子 | 岩崎良明           | 森田侑希                          | 二宮那奈子、森藤希子 高澤美佳、大西紀子                    | 千葉充 古木舞              | 9月15日       |
| 24   |          | 新的形狀             | 水上清資 | 鈴木洋平           | 田中瑛 海寶興藏 石田美由紀 泉靜香 | 坂本哲也、高橋美香 田中愛美                                | 飯塚晴子 坂本哲也          | 9月22日       |

### 播映平台
| 播映地區   | 播映平台              | 播映日期              | 播映時間              | 備註    |
| 第1部分    | 第1部分               | 第1部分               | 第1部分               | 第1部分 |
| ---------- | --------------------- | --------------------- | --------------------- | ------- |
| 臺灣       | 巴哈姆特動畫瘋        | 2023年1月6日－3月24日 | 星期五 20:35（UTC+8） |         |
| 臺灣       | 中華電信MOD           | 2023年1月6日－3月24日 | 星期五 20:35（UTC+8） |         |
| 臺灣       | Hami Video            | 2023年1月6日－3月24日 | 星期五 20:35（UTC+8） |         |
| 臺灣       | LiTV 線上影視         | 2023年1月6日－3月24日 | 星期五 20:35（UTC+8） |         |
| 臺灣       | MyVideo               | 2023年1月6日－3月24日 | 星期五 20:35（UTC+8） |         |
| 臺灣       | friDay影音            | 2023年1月6日－3月24日 | 星期五 20:35（UTC+8） |         |
| 臺灣       | 中嘉bb寬頻.bbTV       | 2023年1月6日－3月24日 | 星期五 20:35（UTC+8） |         |
| 臺灣       | KKTV                  | 2023年1月6日－3月24日 | 星期五 20:35（UTC+8） |         |
| 臺灣       | LINE TV               | 2023年1月6日－3月24日 | 星期五 20:35（UTC+8） |         |
| 臺灣       | Yahoo TV              | 2023年1月6日－3月24日 | 星期五 20:35（UTC+8） |         |
| 臺灣       | CATCHPLAY+            | 2023年1月6日－3月24日 | 星期五 20:35（UTC+8） |         |
| 臺灣       | 亂搭                  | 2023年1月6日－3月24日 | 星期五 20:35（UTC+8） |         |
| 臺灣       | 愛奇藝                | 2023年1月6日－3月24日 | 星期五 20:35（UTC+8） |         |
| 臺灣       | 木棉花台灣YouTube頻道 | 2023年1月6日－3月24日 | 星期五 20:35（UTC+8） |         |
| 第2部分    |                       |                       |                       |         |
| 臺灣       | 巴哈姆特動畫瘋        | 2023年7月7日－9月22日 | 星期五 20:35（UTC+8） |         |
| 臺灣       | 中華電信MOD           | 2023年7月7日－9月22日 | 星期五 20:35（UTC+8） |         |
| 臺灣       | Hami Video            | 2023年7月7日－9月22日 | 星期五 20:35（UTC+8） |         |
| 臺灣       | LiTV 線上影視         | 2023年7月7日－9月22日 | 星期五 20:35（UTC+8） |         |
| 臺灣       | MyVideo               | 2023年7月7日－9月22日 | 星期五 20:35（UTC+8） |         |
| 臺灣       | friDay影音            | 2023年7月7日－9月22日 | 星期五 20:35（UTC+8） |         |
| 臺灣       | 中嘉bb寬頻.bbTV       | 2023年7月7日－9月22日 | 星期五 20:35（UTC+8） |         |
| 臺灣       | KKTV                  | 2023年7月7日－9月22日 | 星期五 20:35（UTC+8） |         |
| 臺灣       | LINE TV               | 2023年7月7日－9月22日 | 星期五 20:35（UTC+8） |         |
| 臺灣       | Yahoo TV              | 2023年7月7日－9月22日 | 星期五 20:35（UTC+8） |         |
| 臺灣       | CATCHPLAY+            | 2023年7月7日－9月22日 | 星期五 20:35（UTC+8） |         |
| 臺灣       | Netflix               | 2023年7月7日－9月22日 | 星期五 20:35（UTC+8） |         |
| 臺灣       | 木棉花台灣YouTube頻道 | 2023年7月7日－9月22日 | 星期五 20:35（UTC+8） |         |
| 香港、澳門 | 木棉花香港YouTube頻道 | 2023年7月7日－9月22日 | 星期五 20:35（UTC+8） | [ 11 ]  |

### BD&DVD
| 卷數   | 發售日期       | 收錄話數       | 規格編號  | 規格編號   |
| 卷數   | 發售日期       | 收錄話數       | BD        | DVD        |
| 第一季 | 第一季         | 第一季         | 第一季    | 第一季     |
| ------ | -------------- | -------------- | --------- | ---------- |
| 1      | 2023年4月26日  | 第1話－第6話   | KAXA-8521 | KABA-11311 |
| 2      | 2023年5月24日  | 第7話－第12話  | KAXA-8522 | KABA-11312 |
| 第二季 |                |                |           |            |
| 3      | 2023年10月25日 | 第13話－第18話 | KAXA-8523 | KABA-11313 |
| 4      | 2023年11月29日 | 第19話－第24話 | KAXA-8524 | KABA-11314 |

## 外部連結
- 角川Beans文庫官方網站（日語）
- 電視動畫官方網站（日語）
- 電視動畫的X（前Twitter）（日語）